# Schauinsland

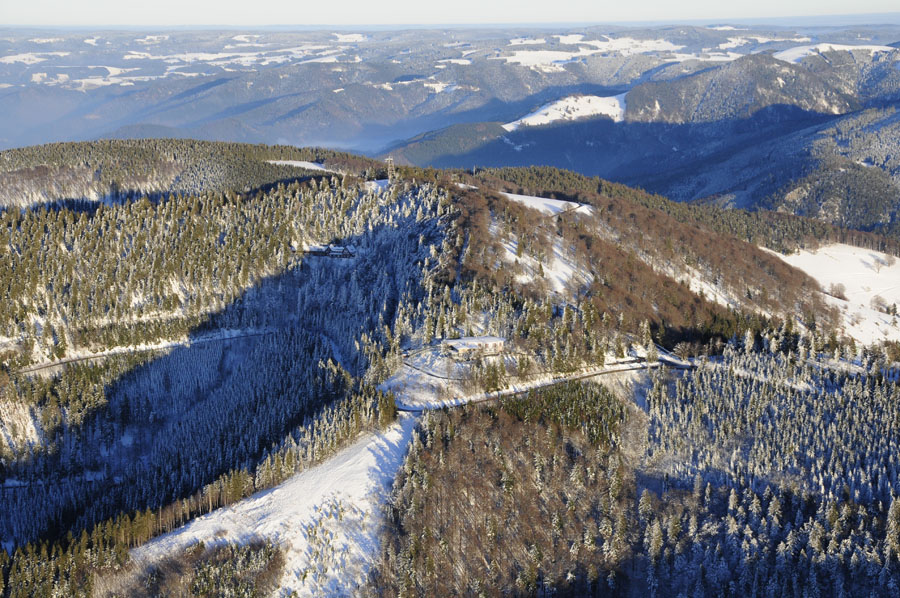

A Schauinsland é uma montanha localizada na região de Floresta Negra, na Alemanha.